# Нуліфікація
Нуліфікація (лат. nullus - ніякий і лат. facio - роблю) - позбавлення документів юридичної сили; визнання їх недійсними.
Анулювання стосовно грошей - метод стабілізації валюти, коли держава скасовує знецінені грошові знаки, вилучає їх з платіжного обігу й замінює новими (в разі інфляції, девальвації, зміни політичної влади тощо).